# CS Uruguay de Coronado
CS Uruguay de Coronado ist ein costa-ricanischer Fußballverein aus Vázquez de Coronado, Provinz San José, Costa Rica. Der Klub wurde am 3. Januar 1936 gegründet. Seine Heimspiele trägt der Verein im Estadio Municipal El Labrador aus. Bisher konnte Uruguay einmal die costa-ricanische Meisterschaft gewinnen und ist Rekordmeister (5 Titel) der 2. Liga.

## Allgemeines
Uruguays Klubfarben sind Gelb und Schwarz. Zunächst waren die offiziellen Farben des Klubs Rot und Schwarz, da aber Mitkonkurrent LD Alajuelense bereits diese Farbkombination nutzte, änderte Uruguay die Klubfarben zu Gelb und Schwarz zu Ehren des Klubs CA Peñarol aus Montevideo.

## Geschichte
Uruguay de Coronado ist einer der traditionsreichsten Fußballvereine Costa Ricas, zudem einer der beliebtesten in der Provinz San José. Der Verein wurde am 3. Januar 1936 gegründet und zu Ehren des Weltmeisters von 1930 nach dem südamerikanischen Land Uruguay benannt. Die Klubfarben sind zu Ehren des uruguayischen Klubs CA Peñarol Gelb und Schwarz (siehe "Allgemeines").
Im Jahre 1942 wurde Coronado erstmals Meister der Liga de Ascenso-Segunda División und nahm an einer Relegationsrunde gegen LD Alajuelense teil, wo sie zwei von drei Spielen verloren und somit weiter in der Zweitklassigkeit weilen mussten. 8 Jahre später gelang es Uruguay abermals Zweitligameister zu werden, dieses Mal konnten sie sich in der Relegation gegen CS La Libertad durchsetzen und spielten ab der Saison 1950 in der Primera División de Costa Rica.
In der Saison 1959 belegte Uruguay den letzten Platz und stieg in die zweite Liga ab, aber schon in der Saison 1960 war Uruguay zurück in der ersten Liga.
In der Spielzeit 1963 gelang es Uruguay zum bisher einzigen Mal in der Vereinsgeschichte costa-ricanischer Meister zu werden, was bis heute den größten Erfolg des Klubs darstellt. Im Jahre 1964 war Coronado offiziell bester Mittelamerikanischer Klub.
In den folgenden 2 Jahren verließen viele Stammspieler den Klub in Richtung der großen Vereine und als Folge dessen stieg Uruguay nur drei Jahre nach dem Gewinn des Meistertitels 1967 in die Zweitklassigkeit ab, wo ihnen sofort der direkte Wiederaufstieg gelang.
Die Freude über den sofortigen Wiederaufstieg währte jedoch nicht lange, nach nur zwei Spielzeiten trat Uruguay erneut den Gang in die zweite Liga an, wo sie sogar bis in die dritte Liga durchgereicht wurden. 1973 wurden sie dann durch einen Beschluss des Fußballverbandes wieder in die zweite Liga aufgenommen.
Auf die Rückkehr in die erste Liga musste Uruguay jedoch noch über 10 Jahre warten, erst in der Saison 1987/88 gewann Uruguay wieder den Meistertitel der zweiten Liga und spielte anschließend bis einschließlich der Spielzeit 1991/92 in der Primera División.
Anschließend folgten 20 lange Jahre in der Liga de Ascenso-Segunda División, in denen Coronado einige Male nur sehr knapp den Aufstieg verpasste, aber auch das eine oder andere gerade so den Abstieg in die Drittklassigkeit verhindern konnte.
Nach Ende der Saison 2009/10 kaufte der ehemalige costa-ricanische Nationalspieler Paulo Wanchope den Klub mit dem Ziel möglichst schnell in die Erstklassigkeit zurückzukehren und eine gute Jugendabteilung als Basis für die zukünftigen Mannschaften aufzubauen. Nach nur zwei Jahren gezielter Investitionen eine junge Mannschaft gelang es Wanchope mit Uruguay in der Saison 2011/12 Zweitligameister zu werden. Somit kehrt Uruguay nach 20 Jahren zur Saison 2012/13 wieder in die Primera División zurück.
Im Verano 2016 belegte Coronado den letzten Platz und rutsche in der Gesamtwertung 2015–16 erst am letzten Spieltag auf den Abstiegsplatz ab. Somit spielt Uruguay seit der Saison 2016–17 wieder in der Liga de Ascenso.

## Erfolge
- Primera División de Costa Rica (1): 1963

## Stadion
Aktuelle Heimstätte des Vereins ist das städtische Estadio Municipal El Labrador, welches sich im Zentrum des Kantons Coronado, direkt neben der Kathedrale befindet. Das Stadion bietet bei normalen Spielen Platz für ca. 4000 Zuschauer, die Kapazität kann aber bei besonderen Spielen durch mobile Tribünen erweitert werden.